# Austrolimnophila autumnalis
Austrolimnophila autumnalis är en tvåvingeart som först beskrevs av Alexander 1929.  Austrolimnophila autumnalis ingår i släktet Austrolimnophila och familjen småharkrankar.
Artens utbredningsområde är Taiwan. Inga underarter finns listade i Catalogue of Life.